# Da Nang
Da Nang (vietnamita: Đà Nẵng) é uma cidade com estatuto de província do Vietnã.

## Historia
Em 1535, o Capitão António de Faria foi o primeiro Europeu (Português) que, partindo de Da Nang (Tourane), onde os Portugueses tinham aportado em 1516, na então chamada Cochinchina (actual Vietname), estabeleceu, ou tentou estabelecer, um local de negócios, um posto comercial na cidade costeira de Faifo, a cerca de 20 quilómetros da atual Da Nang. Esperava-se que António de Faria conseguisse criar nessa área um enclave Português permanente como Macau e Goa, o que falhou, uma vez que, no entanto, o posto nunca floresceu. Ele é, também, responsável pelo equívoco do Vietname. Ele chamou ao Vietname Cauchi, nome derivado dos caracteres chineses para o Vietname: Giao Chi. Para evitar confusão com a sua colónia de Cochim, na Índia, acrescentou-lhe aqui China. Assim, o nome Cochin China nasceu. Mais tarde, os Franceses iriam usar apenas esse nome como o da parte Sul do Vietname.
Era um porto de chegada de missionários europeus e ocupada por Napoleão III de França durante sua campanha no Vietnã a partir de Agosto de 1858, (2.350 soldados da França e Espanha), foi rebatizado em Tourane.
Durante a Guerra da Indochina foi considerada uma das cinco principais cidades da península. E durante a guerra do Vietnã era o local de desembarque do primeiro contingente de fuzileiros navais em 1965 e a base aérea principal americana com capacidade de descarga de 27.000 toneladas de suprimentos por dia.